# Ложнодождевик порховковый
Ложнодождеви́к порхо́вковый, или Склеродерма-порховка (лат. Sclerodérma bovísta) — несъедобный гриб-гастеромицет рода Ложнодождевик семейства Ложнодождевиковые.

## Названия
Возможно, синонимом также является Scleroderma lycoperdoides var. reticulatum Coker & Couch.
Биноминальное название Scleroderma bovista Fr. дано в 1829 г. шведским ботаником Э. М. Фрисом.

## Описание
Плодовое тело небольшое, 2—4,5 (8) см диаметром, шаровидное или почти шаровидное, у зрелых грибов — слегка уплощённое. Ножка отсутствует. Основание суженное, складчатое, заканчивающееся густым пучком корневидных мицелиальных волокон 5—55 мм длиной.
Перидий 0,8—2 мм толщиной, плотный, кожистый, у молодых грибов — гладкий, с возрастом покрывается неглубокими трещинками, делящими его на участки 2—6 мм шириной, иногда слегка чешуйчатый; у молодых грибов от грязно-белого или желтоватого до бледно-оранжевого, с возрастом — от оранжево-жёлтого до красновато-коричневого с примесью оливково-серого; при надрезах и надавливании темнеет до фиолетово-красного или розоватого; при созревании плодового тела неровно разрывается.
Глеба плотная, желтоватая с беловатыми прожилками, с возрастом —черновато-бурая или чёрная, распадается на тусклый черновато-бурый споровый порошок. Запах и вкус невыраженные.
Споры 8—15 мкм диаметром (без орнамента), шаровидные, с шипами до 2 мм длиной (по другим источникам — без шипов), полностью или частично с развитым сетчатым гиалиновым орнаментом высотой до 3 мкм, черновато-бурые. Гифы с пряжками.
Цветовые химические реакции: В гидроксиде калия свежая поверхность красная, сухая — красновато-коричневая или желтовато-коричневая.

## Экология и распространение
Вероятно, гриб-сапрофит, хотя может образовывать микоризу с деревьями. Встречается одиночно или небольшими группами на почве, на сухих открытых местах, в траве, на пустырях, на пастбищах, иногда — на дюнах или на нарушенных почвах (канавы, обочины дорог и т. п.), с августа по октябрь—ноябрь. Предпочитает песчаные почвы. Широко распространён и обычен в северной умеренной зоне.

## Сходные виды
Подобно другим ложнодождевикам, отличается от настоящих дождевиков жёстким, кожистым перидием и черноватой глебой, которая долгое время остаётся плотной.

### Сходные родственные виды
Внешне отличается от распространённых и обычных на территории России ложнодождевика обыкновенного и ложнодождевика бородавчатого характерной трещиноватой поверхностью.
Среди сходных видов упомянуты следующие (на территории России не встречаются):
- Scleroderma floridanum отличается наличием ложной ножки, гладкой желтовато-коричневой оболочкой плодового тела, которое при созревании споровой массы разрывается на лопасти; в KOH сухая поверхность коричневая.
- Scleroderma meridionale характеризуется выраженной ложной ножкой длиной 5—10 см и желтоватым перидием, который при созревании гриба раскрывается лопастями; в KOH поверхность тёмно-красновато-коричневая.
- Scleroderma texense характеризуется светло-коричневой оболочкой, покрытой мелкими, плоскими чешуйками; в KOH поверхность от желтоватой до красноватой.

## Пищевые качества
Несъедобный или слабо-ядовитый гриб. В больших количествах может вызвать пищевое отравление.